# Charge raciale
La charge raciale désigne la pression psychologique subie par les personnes exposées à de multiples formes de stigmatisation raciale, qui entraîne une adaptation constante de leurs comportements. Théorisée au Canada, par Rachid Bagaoui, et en France, par Maboula Soumahoro, ce concept est basé sur la notion anglophone de « Double Consciousness », évoquée par W. E. B. Du Bois et reprise par Frantz Fanon, pour décrire le conflit interne vécu par des groupes subordonnés[Quoi ?] ou colonisés dans une société oppressive.

## Origines

### W.E.B Du Bois

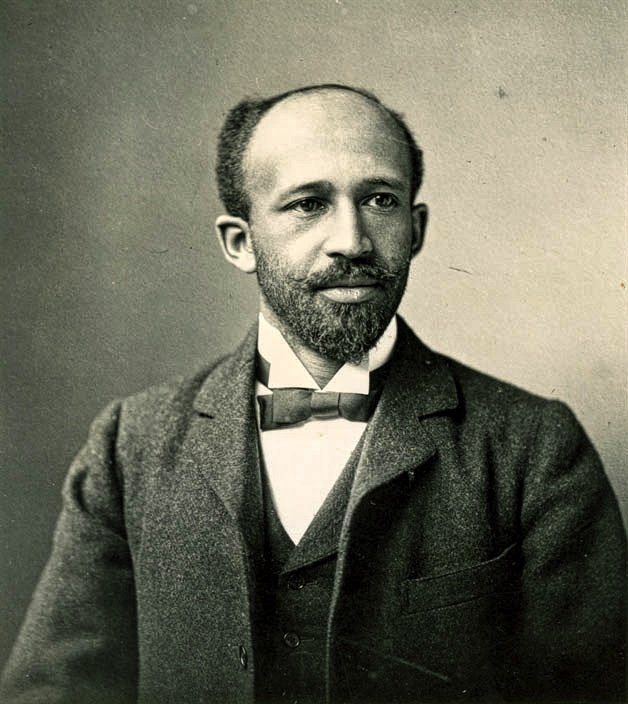
W.E.B. Du Bois

Selon Rachel Décoste, spécialiste en diversité et multiculturalisme, le terme de charge raciale est apparenté au concept anglophone de « Double Consciousness » (double conscience), évoqué par le sociologue américain W. E. B. Du Bois, pour décrire le conflit interne vécu par des groupes subordonnés ou colonisés dans une société oppressive. Cette notion trouve son origine dans un article intitulé « Strivings of the Negro People », initialement publié dans le numéro d'août 1897 de l'Atlantic Monthly ; puis, une nouvelle fois en 1903, sous le titre « Of Our Spiritual Strivings », dans son ouvrage auto-ethnographique The Souls of Black Folk.
À l'origine, ce terme décrit le défi psychologique que les Afro-Américains doivent relever, celui de « toujours se regarder à travers les yeux » d'une société blanche raciste et de « se mesurer au moyen d'une nation qui regard[e] en arrière avec mépris ». Il fait également référence aux expériences mises en place par Du Bois pour concilier son héritage africain avec son éducation dans une société dominée par l'Europe.
L'idée de « double conscience » éclaire les expériences des Noirs vivant dans l'Amérique post-esclavagiste et établit un cadre permettant de comprendre la position des personnes opprimées dans un monde oppressif. Utilisée pour expliquer la dynamique du genre, du colonialisme, de la xénophobie et de la race, ce concept pose les bases sur lesquelles d'autres théoriciens critiques peuvent s'étendre.

### Frantz Fanon
À l'instar de W.E.B. Du Bois, Frantz Fanon utilise également le terme de « double conscience » dans son premier livre, Peau noire, Masques blancs, publié en 1952, où après en avoir identifiée sa source, il affirme que les confusions culturelles et sociales vécues par les Afro-Américains sont causées par la culture européenne.

## Concept

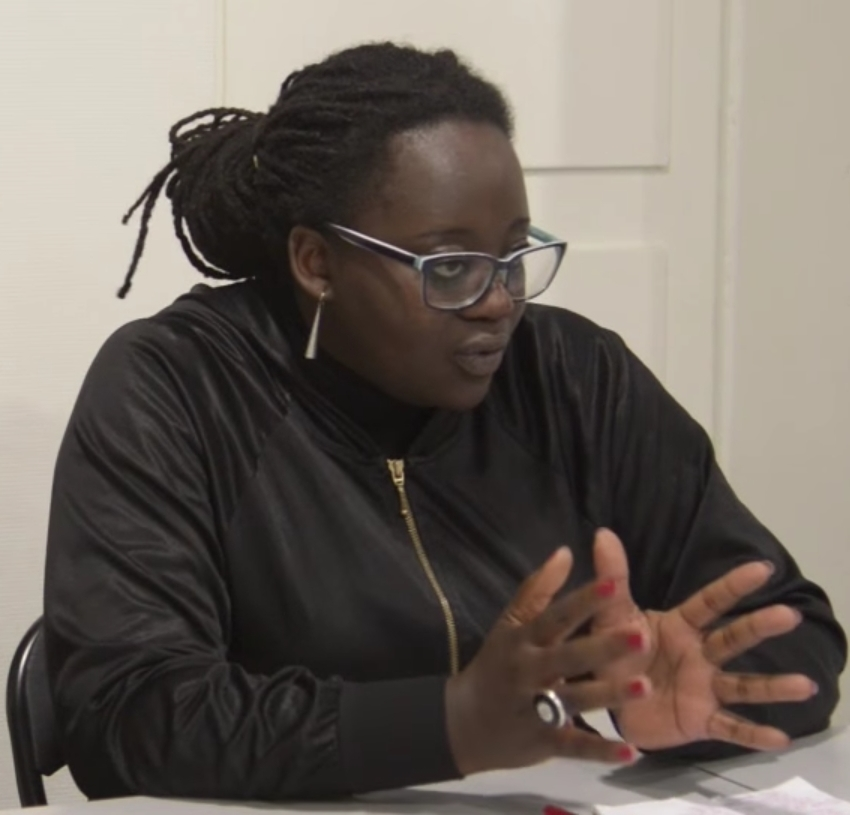
Maboula Soumahoro

En 2019, le sociologue québécois Rachid Bagaoui décrit le concept de charge raciale comme une pression psychologique ressentie par les personnes exposées à de multiples formes de stigmatisation raciale, reposant sur le fait « de constamment planifier des solutions pour faire face aux préjugés ou à la discrimination raciale ». Les personnes concernées sont constamment sur le qui-vive, anticipent les préjugés et surveillent leurs comportements en permanence.

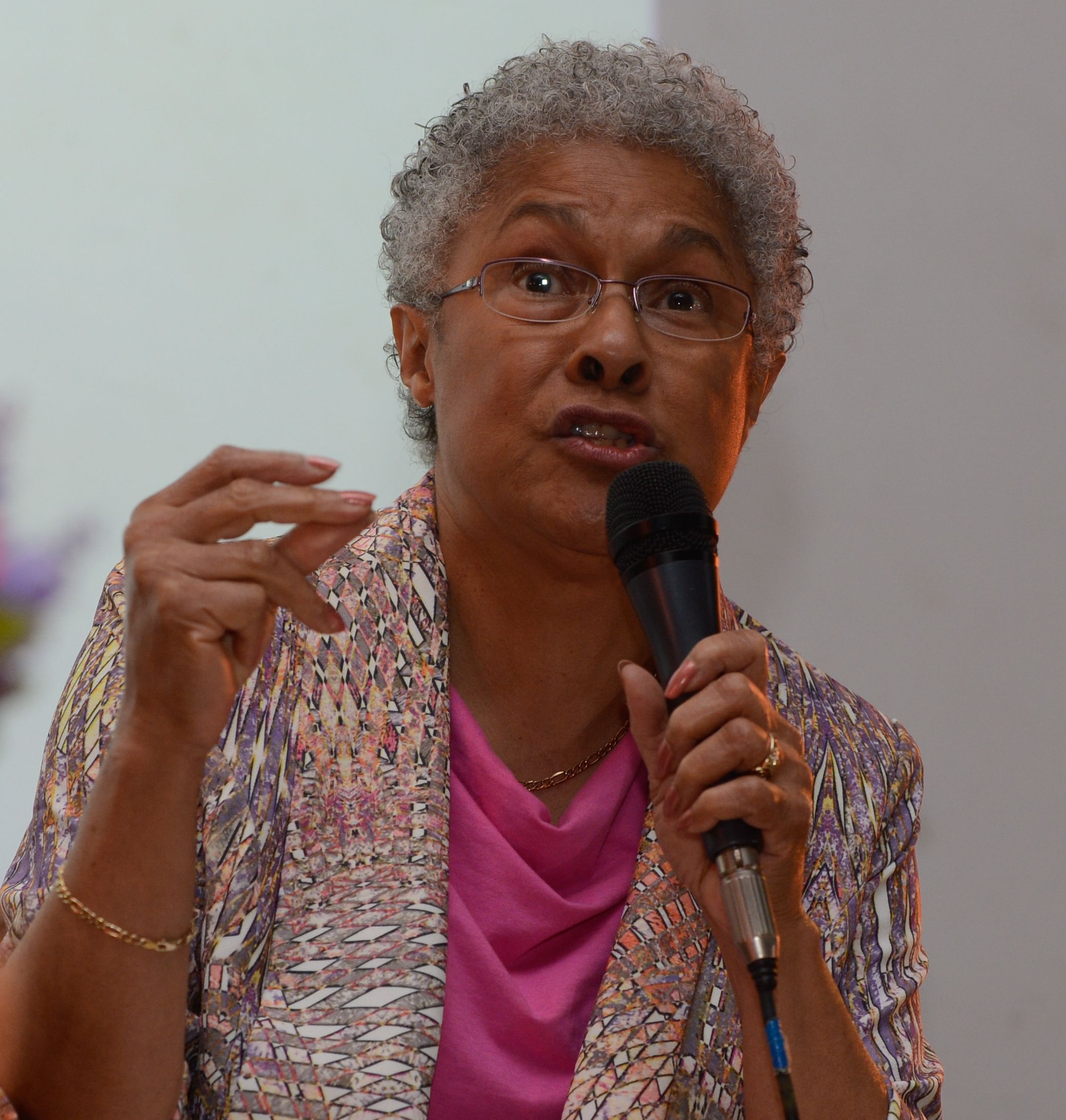
Patricia Hill Collins

En France, la chercheuse Maboula Soumahoro reprend ce concept dans son ouvrage Le Triangle et l'Hexagone, publié en février 2020,, en explicitant sous le terme « charge raciale » le fardeau récurrent que constitue la « tâche épuisante d’expliquer, de traduire, de rendre intelligibles les situations violentes, discriminantes ou racistes, tout en ne dérangeant pas le groupe dominant et en ne l’embarrassant pas de sa subalternité ». Elle affirme que le racisme fonctionne grâce au silence, à la fois maintenu et imposé ; et estime qu'en France, notamment, les identités raciales ne sont jamais nommées, alors que la société est à la fois racialisée et racialisante car « la République fonctionne sur un ensemble de hiérarchies qui s’entremêlent au niveau de la classe sociale, de la catégorisation raciale et du genre ». Pour évoquer ces formes de discriminations « qui pèse[nt] sur les personnes "racisées" à qui l’on demande, avec plus ou moins de sous-entendus, de surveiller, voire d’effacer, une partie de leur identité », l'autrice s'appuie notamment sur le modèle de la charge mentale, théorisée par Christine Delphy dans les années 1970 et popularisé en 2017 par la dessinatrice Emma,, pour désigner tout ce qui se passe en amont d’une confrontation raciste, et en préparation à celle-ci,. À travers ce concept, défini comme cette « tâche épuisante d’expliquer, de traduire, de rendre intelligibles les situations violentes, discriminantes ou racistes », la chercheuse cherche à comprendre sa situation de « corps noir évoluant dans une société se proclamant aveugle à la race », régulièrement confronté au racisme, et qui se voit accusé de racisme, de communautarisme et de radicalisme dès que les formes de nationalisme noir sont analysées. Elle regrette l'impossibilité, voire l'illégalité, de « dire, nommer, penser, sonder les sujets, questions et thématiques qui fâchent aujourd’hui encore ».

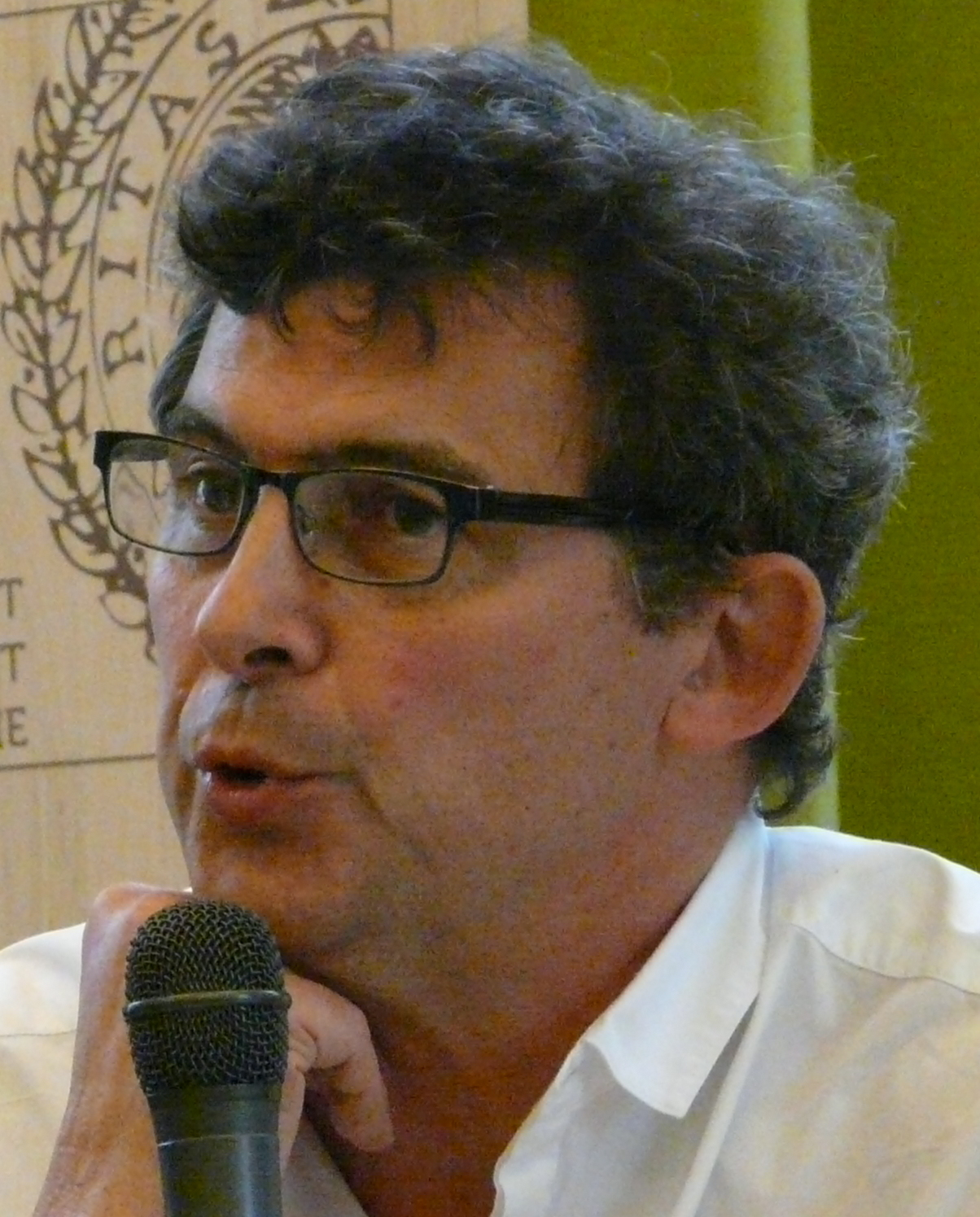
Eric Fassin

Pour la docteure en science politique Solène Brun, l'intérêt du travail de Maboula Soumahoro « consiste à prouver sa légitimité et à donner des gages d’une scientificité bien souvent mise en doute », en adoptant une position d'« outsider du dedans » (outsider within), telle que celle théorisée par la sociologue américaine Patricia Hill Collins, en 1986.
Le sociologue Éric Fassin précise qu'« à mesure que l’on évoque la question du racisme en France, on voit se développer un vocabulaire (des outils militants plus que scientifiques) pour décrire l’expérience des personnes racisées. Il est important de rappeler que les racisés ne sont pas définis par leur couleur de peau, mais par leur expérience similaire du racisme ».

## Conséquences
Pour Maboula Soumahoro, la charge raciale est un mécanisme d'auto-défense en réaction aux micro-agressions incessantes, susceptible d'entraîner un inconfort permanent, privant les personnes concernées de leur « droit à la légèreté ». Cette pression constante engendre de multiples situations d'appréhension : « peur de se sentir oppressé·e, peur de devoir se justifier, peur de s’épuiser au jeu éreintant de la pédagogie », touche tous les domaines (scolaire, couple, travail, thérapie, amitié, etc.) et empêche toute forme de lâcher prise. Ces mécanismes de défense se répercutent sur la santé mentale des personnes impactées, « qui peinent à appréhender leur individualité et leur personne. La peur d’être discriminé·e par autrui devient si forte qu’il devient difficile d’exister par soi-même et pour soi-même, et non plus au travers de ce prisme extérieur qu’est la blanchité ». Elle explique « qu’il est courant d’entendre des personnes blanches dire à propos de personnes racisées que celles-ci sont froides, distantes, dans le contrôle permanent ».
La psychologue Stella Tiendrebeogo, spécialiste du suivi de femmes noires, décrit des comportements relevant d'un « véritable mécanisme d'existence », qui tentent en permanence de contrecarrer les discriminations liées aux stéréotypes. La journaliste afroféministe Douce Dibondo complète cette définition en évoquant l'impact de la charge raciale sur les hommes noirs et arabes, qui ont une probabilité de 20 % plus élevée d'être soumis aux contrôles de police que les hommes blancs ; ils adoptent « une stratégie de survie permanente, qui empiète sur la santé mentale », en raison du stress généré par la gestion de la peur de leur propre mort.
Racky Ka-Sy, docteure en psychologie sociale et auteure d’une thèse sur les effets de menace du stéréotype, explique qu'il est important de sensibiliser la société à la dimension mentale du racisme. Elle mentionne l’effet de menace du stéréotype, qui engendre pression et anxiété, une charge mentale supplémentaire, présente au quotidien, véritable cercle vicieux. Cette charge raciale est fortement anxiogène car, en France, il est impossible « d'être insouciant quand vous êtes dans certaines situations sociales et que vous êtes noir ou maghrébin ».

### La charge raciale en milieu professionnel
Dans le milieu professionnel, selon Maboula Soumahoro, la charge raciale nie la différence, engendre des souffrances et efface l’identité. Les cadres et managers sont peu sensibilisés aux questions de discrimination raciale au travail et leur capacité à régler les conflits qui en découlent sont peu évaluées.
Dans un article publié le 5 juin 2020, le quotidien Ouest-France, évoque la charge raciale subie dans les milieux professionnels comme « une forme de racisme qui ne dit pas son nom », et cite des exemples. Dorothée Prud’homme, responsable des études de l’Association française des managers de la diversité, explique qu'il est nécessaire de « bien comprendre qu’être attaqué quotidiennement sur sa propre identité sur son lieu de travail, ce n’est jamais anodin ». Elle évoque les conséquences engendrées par les situations récurrentes liées à la charge raciale subie en contexte professionnel, telles qu'agacement, burn-out et suicide. Certaines personnes discriminées font également le choix de se réorienter.
La psychologue Racky Ka-Sy souligne le fait que certaines de ses patientes, qui occupent des postes à hautes responsabilités ou travaillent dans des hautes instances de l’État, se trouvent dans un environnement où on les renvoie constamment à leur origine, ce qui crée de l’anxiété ; ce d'autant plus qu'elles font face au déni quand elles tentent de dénoncer la situation.

### La charge raciale en couple
Selon Lou Eve, chercheuse en science politique, il peut être difficile d'être confronté à la charge raciale dans le contexte d'une relation de couple, car le fait de devoir expliquer le racisme jusque dans son intimité et justifier son identité, en se heurtant à l'incompréhension « peut être extrêmement périlleux pour l'équilibre mental ».

### La charge raciale et le choix des destinations de vacances
Les campagnes menées chaque année par l'association SOS Racisme montrent, selon L'Humanité, que les discriminations raciales sont courantes sur les lieux de vacances. De nombreux témoignages relatent les appréhensions ressenties en amont du choix des destinations.

### La charge raciale et l'épidémie de Covid-19

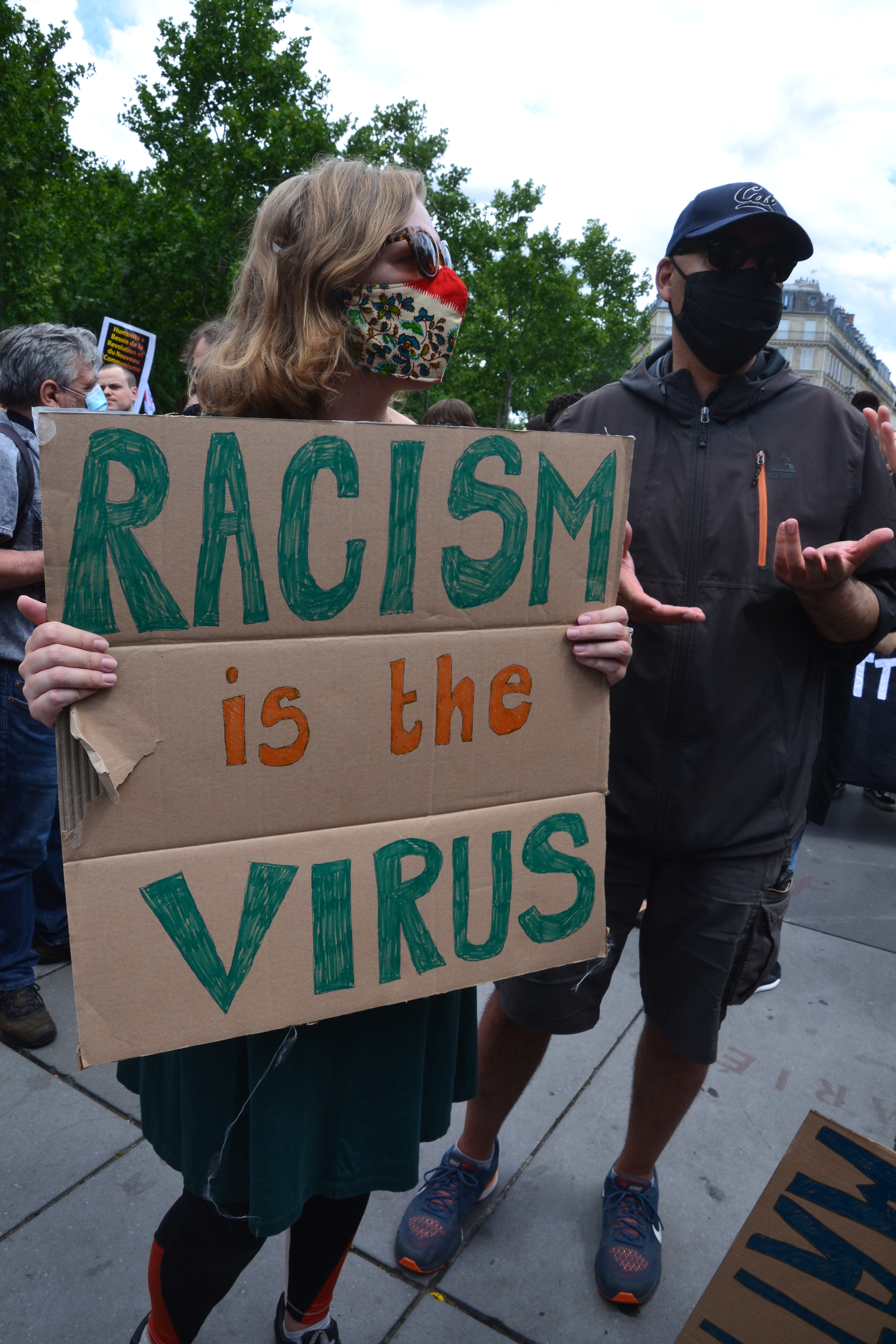
Manifestante lors d'un rassemblement contre le racisme et les violences policières (2020)

Bien que présenté comme un agent infectieux qui toucherait de manière indifférenciée les corps humains[réf. souhaitée], la pandémie liée au Covid-19 est révélatrice d'inégalités préexistantes. Un article de Khadija Senhadji, socio-anthropologue et militante antiraciste décoloniale, publié dans la revue belge Politique, explique que les expériences, menées dans les espaces de vie principalement investis par les populations issues des migrations post-coloniales, manifestent leur surexposition au risque d’infection et de mort. Une série d’études confirment ces observations, mettant en évidence la manière dont de nombreux facteurs de vulnérabilité face au virus portent une importante charge raciale, tels que « comorbidité, pollution environnementale, habitats exigus et surpeuplés, autant de variables qui affectent dans une mesure spécifique la condition des populations non-blanches et les surexposent au risque de la pandémie ».
De plus, ces populations sont massivement présentes dans les secteurs restés en activité durant le confinement, ce qui démontre la dimension de racialisation de l’économie. À ces deux constats s'ajoute le fait que, en raison du confinement, les mesures sécuritaires sont particulièrement sévères dans les quartiers concernés. Une analyse, menée par Amnesty International dans douze pays européens, confirme les pratiques de profilage ethnique menées par la police, sous forme de contrôles d’identité abusifs, mesures de mise en quarantaine forcée, contraventions. Pour Khadija Senhadji, « la confrontation avec la réalité du virus n’aura pas suffi à fissurer l’insensibilité blanche à laquelle la question raciale se voit habituellement condamnée, sous couvert d’universalisme ».

## Remédiation
Pour Stella Tiendrebeogo, il est important que les personnes racisées, qui gèrent quotidiennement cette charge raciale, restent conscientes que ce n'est pas de leur faute et qu'elles n'ont pas le choix, car « c'est l'environnement épuisant dans lequel elle vivent qui favorise cette plasticité d'adaptation ». En se basant sur les témoignages qui mentionnent l'analogie du caméléon, elle évoque ce qu'elle nomme le « Génie Invisible Noir », soit la faculté de s'adapter, de lire les situations et les codes sociaux en les assimilant et appliquant plus ou moins consciemment.

De son côté, le professeur Rachid Bagaoui affirme que, pour contrer le sentiment de charge raciale, plusieurs solutions, à la fois individuelles et collectives, sont à combiner. Selon lui, « les médias et les organisations ont un rôle à jouer en créant des espaces de dialogue ou de discours sur le sujet » et les différents groupes ethniques et associations doivent soutenir les communautés afin d'éviter qu'elles ne se replient sur elles-mêmes.

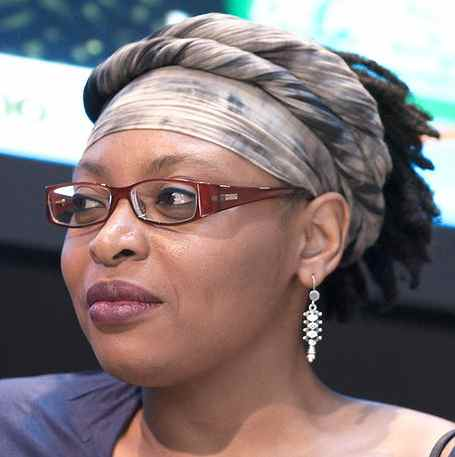
Leonora Miano

Dans les institutions, entre autres mesures visant à réagir face au racisme dans le milieu de l'enseignement[réf. nécessaire], la Ligue belge de l’Enseignement et de l’Éducation permanente recommande de « désigner une personne de confiance conscientisée aux questions de racisme, notamment à la charge raciale, et de former cette dernière à ces questions spécifiques. Une personne ressource pouvant d’une part, répondre aux questions des enseignant·e·s et d’autre part, soutenir les élèves racisé·e·s ou leurs parents lors de vécus difficiles à l’école »[source insuffisante].

Certaines études soulignent l'effet bénéfique des « rôles modèles » (role models) sur la confiance en soi. Pour Racky Ka-Sy, la présence de personnes racisées doit être normalisée, par exemple en augmentant la diversité du corps enseignant et les représentations positives à la télévision. 

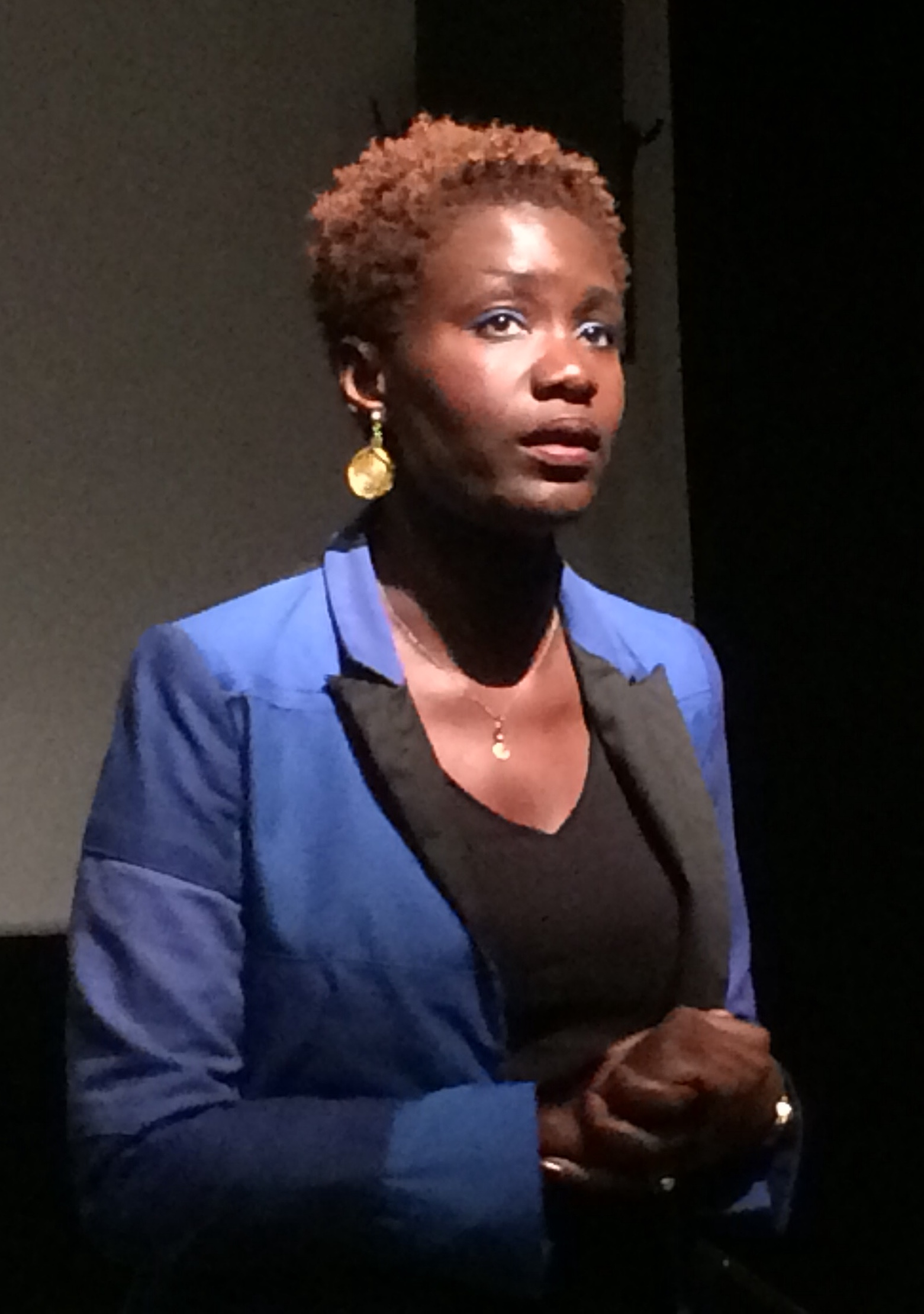
Rokhaya Diallo

Dans son ouvrage Afropea, publié en septembre 2020, l'écrivaine Leonora Miano appelle les afrodescendants à sortir de l’impasse des débats sur la race, à travers une « "utopie post-occidentale et post-raciste" qui permette aux afrodescendants de se voir avec leurs propres yeux, de "s’affranchir de cette charge raciale" ». Pour elle, la Négritude appartient au passé et le métissage leur laisse une place trop incertaine ; le changement passe par la revendication d’un patrimoine culturel et esthétique et d’institutions communautaires dignes de ce nom.
Au Luxembourg, à l’initiative des associations Finkapé, Ral et Time for Equality Kweni, une trentaine de femmes afro-descendantes, exaspérées d’être systématiquement renvoyées à leur capacité d’intégration, se réunissent en mixité choisie pour partager leur vécu et leurs difficultés. Au sujet de la charge raciale, qu'elles affirment affronter au quotidien, ces femmes mentionnent l'obligation constante de devoir hyper-s’adapter à ces micro-agressions qui mènent vers le burn out. Elles proposent de se fédérer, de se faire confiance, afin de dépasser les tabous.
En France, le collectif La Féministerie propose des ateliers consacrés à la charge raciale, qui ont pour but de se rencontrer, de discuter et de se réapproprier sa propre narration, afin d'alléger son poids à travers des actes de self-care et de résistance. De nombreuses autres stratégies de soutien sont également mises en place, comme des actions de coaching alliées à des espaces de ressources en ligne proposés sur les réseaux sociaux, tels le compte Instagram au titre éponyme, La Charge raciale, créé en avril 2020, par Lou Eve, militante asioféministe, diplômée en science politique, qui se présente en tant que « page d'éducation "antiraciste et politisée", […] qui œuvre pour la "libération de la parole des personnes non-blanches" » ; le challenge #Check Your Privilege, lancé par un mouvement mondial qui soutient les individus dans leur cheminement pour devenir activement antiracistes ; ou encore des podcasts qui traitent des questions raciales, tels que qu'Asiattitude, consacré au racisme anti-asiatique[source insuffisante] et Kiffe ta race, animé par Grace Ly et Rokhaya Diallo, dont la 78e édition est consacré spécifiquement à cette thématique. Dans cet épisode, intitulé « Charge raciale », la double peine, les deux journalistes échangent sur ces questions en public à Pantin, à l’occasion du festival des « Chichas de la pensée », imaginé par Mehdi Meklat et Badroudine Saïd Abdallah, en collaboration avec Asma Barchiche. Elles y évoquent leurs propres expériences, les témoignages reçus et ceux partagés par le public et dressent l'éventail des souffrances induites par ce racisme de tous les jours,.
De plus, de nombreuses séries télévisées, telles que Insecure, Atlanta et Nola Darling n'en fait qu'à sa tête, traitent du concept de charge raciale.